# 조선공산당재건동맹
조선공산당재건동맹은 1929년 10월에 북경에서 안광천의 주도로 만들어진 조선공산당의 재건을 위한 조직이다. 중앙부 의원으로 김원봉, 박건웅, 박문호, 이영준, 이현경, 박차정이 참여하였고, 안광천이 위원장을 맞았다. 중앙부 직속으로 레닌주의사와 레닌주의정치학교를 두었고, 세 개의 지부를 두었는데, 조선지부와 북경지부, 그리고 만주지부이다. 또한 조선지부에 각 지방 간부국을 설치하였다.

## 조직

### 조선지부
정동원, 유기준, 권인갑, 이철영
- 목포 간부국
- 부산 간부국
- 강릉 간부국 :권인갑, 남영기
- 대구 간부국 :정준석
- 경성 간부국 :이강명, 이진일, 김무, 오성선, 어윤봉
- 평양 간부국 :이철영
- 신의주 간부국 :김학규
- 원산 간부국 :김광

### 북경지부
박건웅, 박문호

### 만주지부
이춘암, 유기준